# East Firsby
East Firsby är en by i civil parish West Firsby, i distriktet West Lindsey, i grevskapet Lincolnshire, i England. Byn är belägen 14 km från Lincoln. East Firsby var en civil parish fram till 1936 när blev den en del av West Firsby. Civil parish hade 29 invånare år 1931.